# Literaturjahr 1845
Liste der Literaturjahre

1843 | 1844 | Literaturjahr 1845 | 1846 | 1847 | ► | ►►

Weitere Ereignisse
Dieser Artikel behandelt das Literaturjahr 1845.

## Ereignisse

### Prosa
- Der seit 1844 in Fortsetzungen laufende Abenteuerroman Le Comte de Monte-Cristo (Der Graf von Monte Christo) von Alexandre Dumas wird in der Zeitschrift Le Journal des débats weitergeführt.
- 17. Oktober bis 1. Dezember: Charles Dickens schreibt seine dritte jährliche Weihnachtsgeschichte The Cricket on the Hearth (Das Heimchen am Herde), die sofort anschließend veröffentlicht wird.

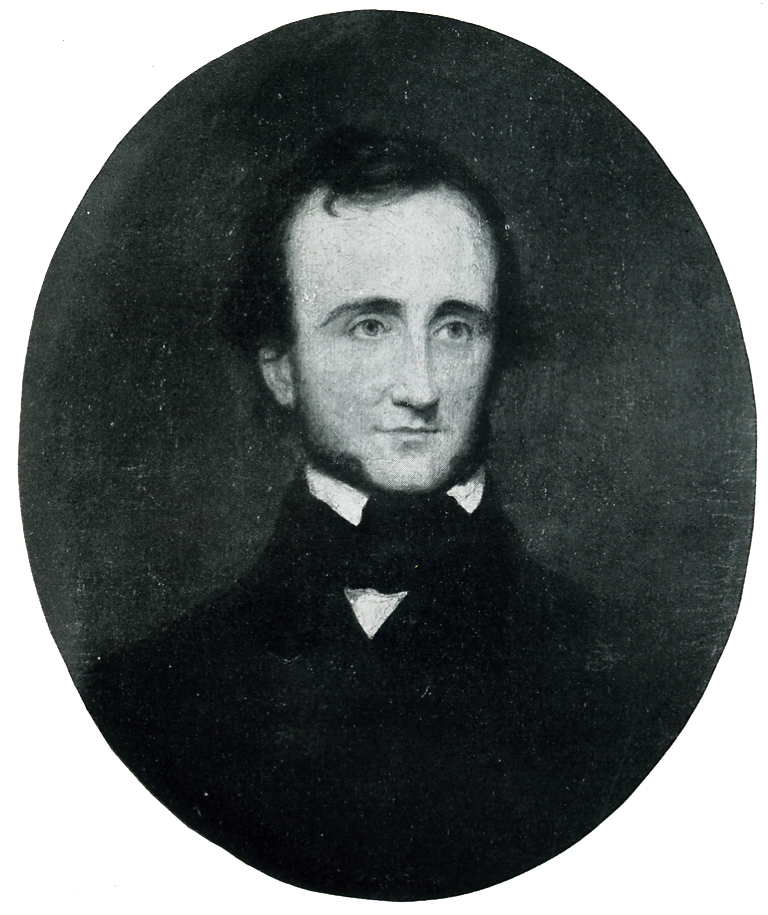
Edgar Allan Poe um 1845

- November: Die Kurzgeschichte The System of Doctor Tarr and Professor Fether von Edgar Allan Poe wird veröffentlicht.

- Fjodor Michailowitsch Dostojewski vollendet die Arbeit an seinem ersten Roman Arme Leute.

- Die Urfassungen der Erzählungen Der Waldsteig und Die Schwestern von Adalbert Stifter erscheinen.

### Lyrik / Märchen
- 29. Januar: Edgar Allan Poes Gedicht The Raven (Der Rabe) erscheint erstmals in der New Yorker Zeitung Evening Mirror. Noch im selben Jahr wird Der Rabe in zahlreichen weiteren Zeitungen und Zeitschriften abgedruckt und erscheint im November 1845 titelgebend in Poes Gedichtband The Raven and Other Poems. Der Name der verlorenen Geliebten in Poes Gedicht, Lenore, ist eine Anspielung auf die damals auch international noch immer berühmte Schauerballade Lenore von Gottfried August Bürger aus dem Jahr 1774.

- Von Hans Christian Andersen erscheint im dänischen Original und auf Deutsch das Kunstmärchen Die Hirtin und der Schornsteinfeger.

### Wissenschaftliche Werke
- Friedrich Engels verfasst Die Lage der arbeitenden Klasse in England.
- Karl Marx, Moses Hess und Friedrich Engels beginnen mit der Arbeit an dem Manuskriptkonvolut Die deutsche Ideologie.
- Karl Marx und Friedrich Engels verfassen das Werk Die heilige Familie.
- Karl Marx stellt Thesen über Feuerbach auf.

### Zeitschriften
- In München erscheint im Verlag Braun & Schneider die erste Ausgabe der humoristischen, reich illustrierten Wochenschrift Fliegende Blätter, die bis ins Jahr 1944 regelmäßig erschien und für ihre zielsichere, satirische Charakterisierung des deutschen Bürgertums bekannt wurde.

### Religion

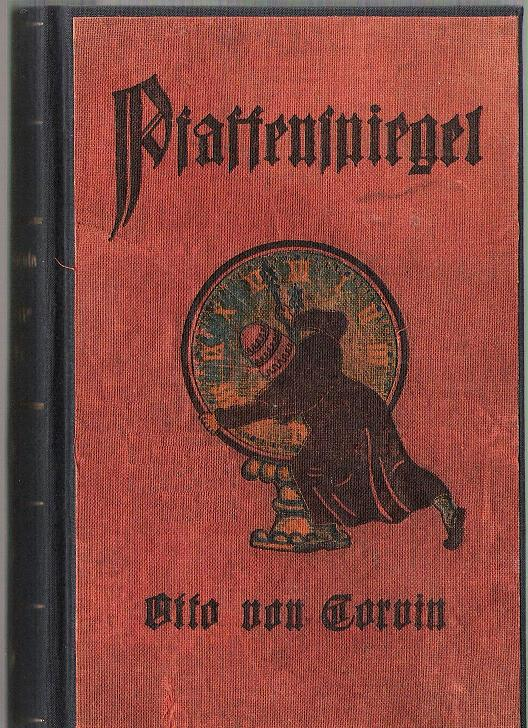
Pfaffenspiegel

- Otto von Corvins Pfaffenspiegel erscheint in der ersten Auflage.

## Geboren
- 18. Januar: Bernhard Ludwig Suphan, deutscher Literaturwissenschaftler († 1911)
- 18. Januar: Hermann Grotefend, deutscher Archivar († 1931)
- 3. Februar: Ernst von Wildenbruch, deutscher Dichter und Dramatiker († 1909)
- 6. Februar: Ernst Eckstein, deutscher Schriftsteller († 1900)
- 23. April: Adolf von Zemlinszky, österreichischer Schriftsteller und Journalist († 1900)
- 24. April: Carl Spitteler, Schweizer Dichter und Schriftsteller († 1924)
- 17. Mai: Jacint Verdaguer, katalanischer Dichter († 1902)
- 2. Juni: Auguste Groß von Trockau, deutsche Schriftstellerin († 1915)
- 18. Juli: Tristan Corbière, französischer Lyriker († 1875)
- 10. August: Abai Qunanbajuly, kasachischer Dichter, Schriftsteller und Denker († 1904)
- 7. September: Max Schreyer, sächsischer Förster und Dichter († 1922)
- 9. Oktober: Olga Sresnewskaja, russische Philologin und Übersetzerin († 1930)
- 22. Oktober: Edmund Reitter, deutscher Entomologe, Sachbuchautor und Kaufmann († 1920)
- 25. November: José Maria Eça de Queiroz, portugiesischer Schriftsteller († 1900)
- 23. Dezember: Gustav Fischer, deutscher Verleger und Buchhändler († 1910)

## Gestorben
- 20. Januar: Edward Raczyński, polnischer Adliger, Gründer der Raczynski-Bibliothek (* 1786)
- 21. Januar: Maria Johanna von Aachen, deutsche Schriftstellerin (* 1755)
- 13. Februar: Henrich Steffens, Philosoph, Naturforscher und Dichter (* 1773)
- 5. April: Friederike Ellmenreich, deutsche Schauspielerin und Schriftstellerin (* 1775)
- 12. Mai: János Batsányi, ungarischer Dichter (* 1763)
- 12. Mai: August Wilhelm Schlegel, deutscher Schriftsteller, Literaturhistoriker, Orientalist und Philosoph (* 1767)
- 14. Mai: Philipp Jakob Siebenpfeiffer, politischer Publizist (* 1789)
- 20. Mai: Joseph von Hazzi, bayerischer Finanzbeamter, Schriftsteller über Forstwesen, Landwirtschaft und Statistik (* 1768)
- 12. Juli: Henrik Wergeland, norwegischer Dichter (* 1808)